# 圣母升天圣殿主教座堂 (弗沃茨瓦韦克)
圣母升天圣殿主教座堂是一座大型哥特式建筑，罗马天主教宗座圣殿，位于波兰城市弗沃茨瓦韦克的维斯瓦河附近。该堂始建于13世纪40年代，1411年祝圣。15世纪和16世纪初仍在修建中，直到1526年完工。它是波兰最伟大的丧葬艺术宝库之一，仅次于格涅兹诺、波兹南和克拉科夫的主教座堂。在1883年至1901年间，该建筑大幅改造。